# Indy Racing League 1998
Navigation
1996-1997 1999
Le championnat d'Indy Racing League 1998 a été remporté par le pilote suédois Kenny Brack, sur une Dallara-Aurora de l'écurie Foyt Enterprises.
Avec la seizième place, Robby Unser est le meilleur débutant de l'année (rookie of the year).

## Courses de la saison
| Date         | Épreuve             | Circuit                              | Vainqueur     | Voiture        | Écurie                 |
| ------------ | ------------------- | ------------------------------------ | ------------- | -------------- | ---------------------- |
| 24 janvier   | Indy 200            | Walt Disney World Speedway           | Tony Stewart  | G-Force-Aurora | Team Menard            |
| 22 mars      | Dura Lube 200       | Phoenix International Raceway        | Scott Sharp   | Dallara-Aurora | Kelley Racing          |
| 24 mai       | Indianapolis 500    | Indianapolis Motor Speedway          | Eddie Cheever | Dallara-Aurora | Team Cheever           |
| 6 juin       | True Value 500      | Texas Motor Speedway                 | Billy Boat    | Dallara-Aurora | Foyt Enterprises       |
| 28 juin      | New England 200     | New Hampshire International Speedway | Tony Stewart  | Dallara-Aurora | Team Menard            |
| 19 juillet   | Pep Boys 400K       | Dover International Speedway         | Scott Sharp   | Dallara-Aurora | Kelley Racing          |
| 25 juillet   | Visionaire 500K     | Lowe's Motor Speedway                | Kenny Brack   | Dallara-Aurora | Foyt Enterprises       |
| 16 août      | Radisson 200        | Pikes Peak International Raceway     | Kenny Brack   | Dallara-Aurora | Foyt Enterprises       |
| 29 août      | Atlanta 500 Classic | Atlanta Motor Speedway               | Kenny Brack   | Dallara-Aurora | Foyt Enterprises       |
| 20 septembre | Lone Star 500       | Texas Motor Speedway                 | John Paul Jr. | G-Force-Aurora | Byrd-Cunningham Racing |
| 11 octobre   | Las Vegas 500K      | Las Vegas Motor Speedway             | Arie Luyendyk | G-Force-Aurora | Treadway Racing        |

## Classement des pilotes
| Classement | Pilote           | Pays       | Voiture                             | Écurie                      | Nombre de points |
| ---------- | ---------------- | ---------- | ----------------------------------- | --------------------------- | ---------------- |
| 1er        | Kenny Brack      | Suède      | Dallara-Aurora                      | Foyt                        | 332              |
| 2e         | Davey Hamilton   | États-Unis | G-Force-Aurora Dallara-Aurora       | Nienhouse                   | 292              |
| 3e         | Tony Stewart     | États-Unis | G-Force-Aurora Dallara-Aurora       | Menard                      | 289              |
| 4e         | Scott Sharp      | États-Unis | Dallara-Aurora                      | Kelley                      | 272              |
| 5e         | Buddy Lazier     | États-Unis | Dallara-Aurora                      | Hemelgarn                   | 262              |
| 6e         | Jeff Ward        | États-Unis | G-Force-Aurora                      | ISM                         | 252              |
| 7e         | Scott Goodyear   | Canada     | G-Force-Aurora                      | Panther                     | 244              |
| 8e         | Arie Luyendyk    | Pays-Bas   | G-Force-Aurora                      | Treadway                    | 227              |
| 9e         | Eddie Cheever    | États-Unis | Dallara-Aurora                      | Cheever                     | 222              |
| 10e        | Marco Greco      | Brésil     | G-Force-Aurora                      | Phoenix                     | 219              |
| 11e        | John Paul Jr.    | États-Unis | G-Force-Aurora Dallara-Aurora       | PDM Pelfrey Byrd-Cunningham | 216              |
| 12e        | Stéphan Grégoire | France     | G-Force-Aurora Dallara-Aurora       | Chastain                    | 201              |
| 13e        | Billy Boat       | États-Unis | Dallara-Aurora                      | Foyt                        | 194              |
| 14e        | Sam Schmidt      | États-Unis | Dallara-Aurora                      | LP/PCI                      | 186              |
| 15e        | Mark Dismore     | États-Unis | Dallara-Aurora                      | Kelley                      | 180              |
| 16e        | Robby Unser      | États-Unis | G-Force-Aurora Dallara-Aurora       | Cheever                     | 176              |
| 17e        | Robbie Buhl      | États-Unis | G-Force-Aurora Dallara-Aurora       | Menard                      | 174              |
| 18e        | Brian Tyler      | États-Unis | Dallara-Aurora                      | Chitwood Pelfrey            | 140              |
| 19e        | Buzz Calkins     | États-Unis | G-Force-Aurora Dallara-Aurora       | Bradley                     | 134              |
| 20e        | Raul Boesel      | Brésil     | G-Force-Aurora                      | McCormack                   | 132              |
| 21e        | Greg Ray         | États-Unis | Dallara-Aurora                      | Knapp Foyt                  | 128              |
| 22e        | Steve Knapp      | États-Unis | G-Force-Aurora                      | ISM PDM                     | 118              |
| 23e        | Jack Miller      | États-Unis | Dallara-Infiniti                    | Crest                       | 100              |
| 24e        | Andy Michner     | États-Unis | Dallara-Aurora Riley & Scott-Aurora | Chitwood Riley & Scott      | 92               |
| 25e        | Stan Wattles     | États-Unis | Riley & Scott-Aurora                | Metro                       | 88               |
| 26e        | Roberto Guerrero | Colombie   | Dallara-Aurora G-Force-Infiniti     | Pagan Cobb                  | 83               |
| 27e        | Tyce Carlson     | États-Unis | Dallara-Aurora G-Force-Aurora       | Immke Pelfrey PDM           | 73               |
| 28e        | Donnie Beechler  | États-Unis | G-Force-Aurora Dallara-Aurora       | Cahill                      | 71               |
| 29e        | Eliseo Salazar   | Chili      | Riley & Scott-Aurora                | Riley & Scott               | 60               |
| 30e        | Mike Groff       | États-Unis | G-Force-Aurora                      | Byrd-Cunningham             | 56               |
| 31e        | Jimmy Kite       | États-Unis | Dallara-Aurora Dallara-Infiniti     | Scandia Sinden              | 52               |
| 32e        | J. J. Yeley      | États-Unis | Dallara-Aurora Dallara-Infiniti     | Sinden                      | 50               |
| 33e        | Jim Guthrie      | États-Unis | G-Force-Aurora Riley & Scott-Aurora | ISM Cobb Riley & Scott      | 41               |
| 34e        | Jack Hewitt      | États-Unis | G-Force-Aurora                      | PDM                         | 23               |
| 35e        | Stevie Reeves    | États-Unis | Dallara-Aurora                      | Pagan                       | 20               |
| 36e        | Dave Steele      | États-Unis | Dallara-Aurora G-Force-Aurora       | RSM Marko Panther           | 17               |
| 37e        | Billy Roe        | États-Unis | Dallara-Aurora                      | Scandia Blueprint           | 11               |
| 38e        | Paul Durant      | États-Unis | G-Force-Aurora                      | Cobb                        | 9                |
| 39e        | Scott Harrington | États-Unis | Riley & Scott-Aurora                | Riley & Scott               | 8                |
| 40e        | Johnny Unser     | États-Unis | Dallara-Aurora                      | Hemelgarn                   | 5                |
| 41e        | Robbie Groff     | États-Unis | Dallara-Aurora                      | Blueprint                   | 2                |